# Левитин, Ефроим Яковлевич
Левитин Ефроим Яковлевич (27 июля 1900, Смоленск— 3 сентября 1937, Киев) —советский партийный деятель. 1-й секретарь Днепропетровского горкома КП(б) Украины (1933—1934), 1-й секретарь Криворожского горкома КП(б)У (1935—1936). Расстрелян в 1937 году, реабилитирован посмертно.

## Биография
Родился 27 июля 1900 года в городе Смоленск в еврейской семье мелкого ремесленника-столяра, рабочего-маляра.
В 1908 году начал и в 1915 году окончил Смоленское городское высшее начальное училище. С 1913 года с братом помогал отцу на малярных работах. С 1917 года состоял в Смоленской организации РСДРП(м), стоящей на позициях группы «Новая жизнь» («Новожизненцы»). В апреле-июне 1917 года — член Смоленского совета депутатов, член агитационной комиссии, сотрудник конфликтной комиссии.
В августе 1917 года переехал в Харьков, где зарегистрировался в организации меньшевиков. С августа 1917 года — чернорабочий чугунно-литейного цеха завода «Герлих и Пульстр». В 1917—1918 годах — работник Харьковской городской управы, чернорабочий в Москалёвских и Змиевских казармах.
В начале 1919 года, после освобождения Харькова от петлюровцев, перешёл к большевикам и вступил в Красную армию. Член РКП(б) с апреля 1919 года.
В январе 1919—1922 году — в Красной армии, служил в 1-м и 2-м Советском полках, затем в 10-м запасном батальоне. После перевода воинской части в Екатеринослав избран секретарём полковой ячейки КП(б)У. В бою при защите Екатеринослава попал в плен, но бежал через 2 дня. Связался с подпольным Екатеринославским губкомом КП(б)У, был командирован в Харьков для подпольной работы.
С 1919 года — член подпольного Харьковского губкома КП(б)У и ревкома, заведующий учебной частью партийной школы. После ряда провалов большевистского подполья в Харькове в октябре-ноябре 1919 года перешёл линию фронта возле Курска и после доклада в Оргбюро ЦК КП(б)У мобилизован в Красную армию: следователь Особого отдела ВЧК 14-й армии, затем перешёл в политотдел: председатель и секретарь партийной ячейки, политрук, инструктор-организатор.
1,5 месяца был следователем и комендантом Харьковской губернской ЧК. 1,5 месяца учился на военно-политических курсах ПОарма.
В 1919—1920 годах — участник Гражданской войны на Деникинском фронте. Участник Советско-польской войны: политрук батальона 536-го полка 60-й стрелковой дивизии. В июле 1920 года ранен и несколько месяцев провёл в госпитале в Одессе.
В 1920—1921 годах — кустовой организатор Основянского райкома КП(б)У, секретарь райкома ЛКСМУ.
Летом 1921 года откомандирован в Москву на работу в ВЦСПС: в августе-сентябре 1921 года — инструктор организационного отдела, в октябре 1921 года прошёл партийную чистку в ячейке ВЦСПС.
В сентябре 1921 года направлен по развёрстке на учёбу в Коммунистический университет имени Я. М. Свердлова в Москву. В марте 1922 года демобилизован из Красной армии. В июне 1923 года окончил 1-й Лекторский курс и оставлен научным сотрудником кафедры исторического материализма, затем командирован на 1 год на практическую работу.
18 июня 1923 года убыл в распоряжение Учётно-распределительного отдела ЦК РКП(б). В июле 1923 года убыл в распоряжение Брянского губкома ВКП(б).
23 июля — 7 сентября 1923 года находился на курортном лечении.
В сентябре 1923 — июне 1924 года — пропагандист партийной ячейки завода «Красный Профинтерн» в городе Бежица Брянской губернии.
В июле 1924 года направлен на учёбу на философское отделение в Институт красной профессуры, который окончил в августе 1928 года.
25 сентября 1928 года командирован ЦК ВКП(б) в распоряжение Средневолжского обкома ВКП(б). В 1928—1929 годах — ответственный инструктор Средневолжского обкома ВКП(б) в городе Самаре. С 1929 по август 1930 года — ответственный секретарь Бугурусланского окружного комитета ВКП(б) Средневолжского края. С сентября 1930 по 15 февраля 1933 года — ответственный секретарь Самарского городского комитета ВКП(б).
5—13 июня 1930 года — делегат 2-й Средневолжской краевой партконференции. Избран членом Средневолжского крайкома ВКП(б). 21—27 января 1932 года — делегат 3-й Средневолжской краевой партконференции. Избран членом Средневолжского крайкома ВКП(б). 27 января 1932 года, на организационном пленуме после 3-й краевой партконференции, избран членом бюро Средневолжского крайкома ВКП(б). В 1931—1933 годах — член Средневолжского крайисполкома.
С марта 1933 по 22 декабря 1934 года — 1-й секретарь Днепропетровского горкома КП(б) Украины. Снят с должности постановлением ЦК КП(б)У.
18—23 января 1934 года — делегат 12-го съезда КП(б)У, член ЦК. Делегат 16-го и 17-го съездов ВКП(б), 17-й партийной конференции ВКП(б).
В 1935 — августе 1936 года — — 1-й секретарь Криворожского горкома КП(б)У. Снят с должности постановлением Политбюро ЦК ВКП(б) за перегибы и травлю директора завода «Криворожсталь» Якова Весника.
С 25 октября 1936 по июнь 1937 года — председатель Запорожского горсовета. 
В июле 1937 года арестован органами НКВД УкрССР. Этапирован в Киев. Внесен в Сталинский расстрельный список от 25 августа 1937 года по 1-й категории («Центральный аппарат УГБ НКВД УССР») («за» Сталин, Молотов).
2 сентября 1937 года в Киеве, в составе группы днепропетровских партийных и хозяйственных работников, приговорён к расстрелу выездной сессией ВКВС СССР, где и расстрелян в ночь на 3 сентября 1937 года в числе 40 осужденных. Место захоронения — спецобъект НКВД УкрССР «Быковня».
Реабилитирован посмертно определением ВКВС СССР, уголовное дело отменено за отсутствием состава преступления.